# Brian Brendell
Brian Brendell (* 7. September 1986 in Rehoboth, Namibia) ist ein namibischer ehemaliger Fußballspieler. Brendell war Mittelfeldspieler in der namibischen Nationalmannschaft.
Von 1999 bis 2005 spielte Brendell beim namibischen Erstligaklub Friends FC. 2005 wechselte er zum Ligakonkurrenten Civics FC. Bis zum Dezember 2007 absolvierte er insgesamt 142 Spiele in der höchsten namibischen Spielklasse. Danach folgte eine Saison als Leihgabe bei Invincible FC Windhoek und in der Saison 2009/10 spielte Brendell bei den Ramblers. Anschließend spielte er wieder bis zum Karriereende 2014, aufgrund einer Verletzung, beim Civics FC.

## Erfolge
Mit den Civics gewann Brendell 2005/06 und 2006/07 die namibische Meisterschaft und 2006 den Landespokal.
2007 qualifizierte er sich mit der Nationalmannschaft überraschend für die Afrikameisterschaft 2008 in Ghana. Er erzielte beide Tore, die der namibischen Nationalmannschaft bei diesem Turnier gelangen.